# Reichardia insignis
Reichardia insignis är en tvåvingeart som beskrevs av Karsch 1886. Reichardia insignis ingår i släktet Reichardia och familjen parasitflugor.
Artens utbredningsområde är Tanzania. Inga underarter finns listade i Catalogue of Life.